# Spilichneumon victoriae
Spilichneumon victoriae là một loài tò vò trong họ Ichneumonidae.